# NGC 4221
NGC 4221 est une galaxie lenticulaire située dans la constellation du Dragon. NGC 4221 a été découverte par l'astronome britannique John Herschel en 1832.

## Caractéristiques
Sa vitesse par rapport au fond diffus cosmologique est de 1 416 ± 7 km/s, ce qui correspond à une distance de Hubble de 20,9 ± 1,5 Mpc (∼68,2 millions d'al).

## Groupe de NGC 4256
NGC 4221 fait partie du groupe de NGC 4256. Selon A.M. Garcia, ce groupe de galaxies compte au moins 7 membres. Les autres galaxies du groupe sont NGC 4108, NGC 4210, NGC 4256, NGC 4332, NGC 4513 et NGC 4108B (PGC 38461).